# Louis-Auguste Félix de Beaujour

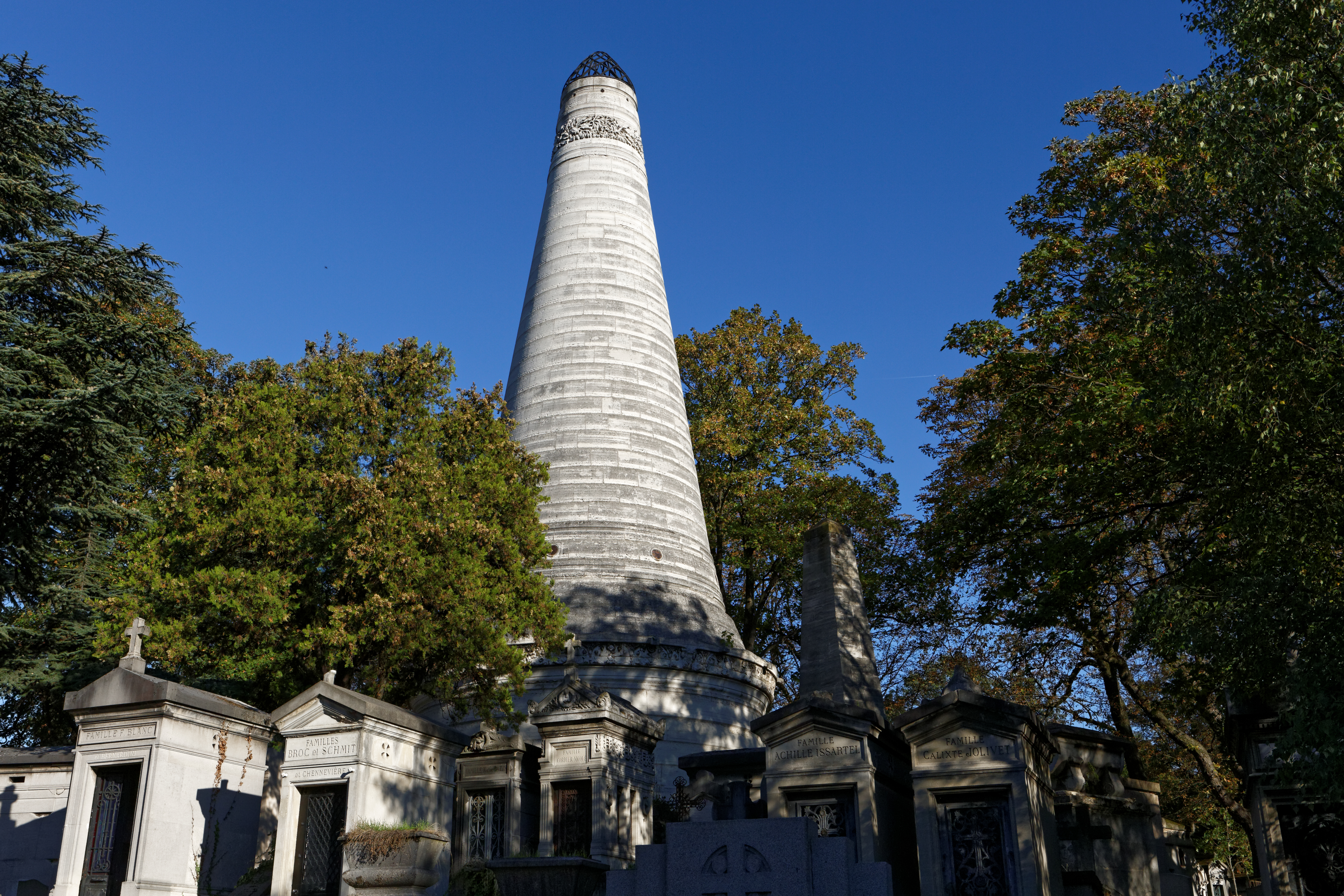
Grabmal Louis-Auguste Félix de Beaujour auf dem Friedhof Cimetière du Père-Lachaise

Louis-Auguste Félix de Beaujour, geboren als Louis-Auguste Féris (* 28. Dezember 1765 in Callas, Département Var; † 1. Juli 1836 in Paris) war ein französischer Diplomat. Von 1804 bis 1810 war er französischer Generalkonsul in den USA und vertrat so Napoleon Bonaparte bei Thomas Jefferson.

## Leben
Er studierte in Aix-en-Provence und Paris und trat in den diplomatischen Dienst ein. Er war 1790 Sekretär der Gesandtschaft bei Karl Theodor in München und 1791 bei Friedrich August I. in Dresden. Er war 1794 Generalkonsul im osmanischen Reich in Thessaloniki. Louis-Auguste Féris war Wirtschaftspublizist. Er berichtete Ende des 18. Jahrhunderts über den Handel in Griechenland und Thessaloniki. Seine Schilderung wurde von Matthias Christian Sprengel in Weimar im Industrie-Comptoirs 1801 verlegt.
Er war 1799 Geschäftsträger bei Gustav IV. Adolf in Stockholm. 1800 bildete er mit Emmanuel Joseph Sieyès in Paris eine Seilschaft. Louis-Auguste Felix de Beaujour wurde zuerst Mitglied, dann Sekretär und 1803 Präsident des Tribunat.
Nach der Auflösung dieser gesetzgebenden Gewalt schickte ihn Napoleon Bonaparte als seinen Generalbeauftragten in die USA mit dem Auftrag, von Frankreich an Mexiko vergebene Kredite einzutreiben.
Die Hauptstadt der USA war 1800 von Philadelphia nach Washington verlegt worden, wo Louis-Auguste Felix de Beaujour von 1804 bis 1810 als residierte. Er sammelte Wirtschafts- und Strukturdaten sowie Landkarten der USA. Er versuchte für den Chevalier Luxembourg, der sich an der Finanzierung der Fregatte South Carolina Navy des Kontinentalkongresses beteiligt hatte, das vereinbarte Viertel eines Preisgeldes einzutreiben, das das Schiff bei der Überfahrt erhalten hatte.
1814 kehrte er nach Frankreich zurück und wurde zum Ritter der französischen Ehrenlegion ernannt. Charles-Maurice de Talleyrand-Périgord sandte ihn 1816 als Generalkonsul nach Smyrna in Kleinasien. Am 3. September 1817 wurde er vom Guardian der Fransiskanerkustodie im Heiligen Land zum Ritter vom Heiligen Grab zu Jerusalem geschlagen. Nach dem Wiener Kongress 1815 wurde Louis-Auguste Féris 1817 Generalinspektor der französischen Siedlungen in der Levante.
1818 ernannte ihn Ludwig XVIII. zum Baron, seither führte er den Namen Louis-Auguste Félix de Beaujour.
Von 1831 bis 1834 war er Statthalter im Département Bouches-du-Rhône. 1834 wurde er Pair von Frankreich. 1836 wurde er in die Académie des sciences morales et politiques aufgenommen und ein alle fünf Jahre vergebener Wirtschaftspreis nach ihm benannt.
Sein leuchtturmförmiges Grabmal auf dem Cimetière du Père-Lachaise ist 20 Meter hoch.